# Senate (Saskatchewan)
 (août 2018).
Senate est une communauté non incorporée située dans la municipalité rurale de Reno No 51 en Saskatchewan au Canada. Avant le 1er janvier 1994, Senate était incorporé en tant que village. Dans les années 1940, le village avait une population d'une soixantaine d'habitants. De nos jours, la localité est inhabitée. Elle est située à environ 20 km à l'est de la frontière avec l'Alberta et à environ 200 km au sud-ouest de Swift Current.